# Autonomía personal
La autonomía personal se define como la manera de pensar por sí mismo, su decisión. Ambas están relacionadas con el paradigma de la vida independiente tal como es promovido por los colectivos de personas con discapacidad. La autonomía personal implica al derecho de cada persona de poder tomar las decisiones que afectan a su vida personal, y especialmente el de poder vivir en el lugar que uno quiera y ser atendido por las personas (asistencia personal) que uno desee. Para ello las personas con discapacidad reivindican el pago directo, la asistencia personal y las ayudas técnicas.
En la ley española (ley 39/2010 de promoción de la autonomía personal y atención a las personas en situación de dependencia), autonomía personal se define del siguiente modo:
"Es la capacidad de controlar, afrontar y tomar, por propia iniciativa, decisiones personales acerca de cómo vivir de acuerdo con las normas y preferencias propias así como de desarrollar las actividades básicas de la vida diaria".
El Terapeuta Ocupacional es el profesional cuya definición  Promueve la autonomía personal de las personas y su independencia funcional a  través de la adaptación del entorno, el uso de la ocupación y los productos de apoyo. Permitiendo a la persona la capacidad última de decisión y de independencia funcional,